# Telegrafgalop
"Telegrafgalop" (originalstavemåde "Telegraph-Galop") er et musikstykke skrevet af H.C. Lumbye skrevet i 1844.
Musikstykket blev i 2006 sammen med to andre galopper af Lumbye en del af Kulturkanonen.